# 가야테마파크
가야테마파크는 대한민국 경상남도 김해시에 있는 테마파크이다. 2015년 5월 22일 문을 열었다. 작은 동물원과 공연을 볼 수 있는 공연장, 어린이들이 놀 수 있는 놀이터 등이 있다. 지역민인 김해시민은 요금을 일부 할인하고 있다.